# Матрака
Матрака (рум. Matraca) — село у повіті Димбовіца в Румунії. Входить до складу комуни Улмі.
Село розташоване на відстані 68 км на північний захід від Бухареста, 5 км на південний схід від Тирговіште, 148 км на північний схід від Крайови, 84 км на південь від Брашова.

## Населення
За даними перепису населення 2002 року у селі проживали 427 осіб, усі — румуни. Усі жителі села рідною мовою назвали румунську.